# Lissonota mandschurica
Lissonota mandschurica là một loài tò vò trong họ Ichneumonidae.